# Субботин, Юрий Николаевич
Ю́рий Никола́евич Суббо́тин (18 июля 1936, Ивдель, Свердловская область — 15 августа 2021, Екатеринбург) — советский и российский математик, доктор физико-математических наук, член-корреспондент РАН (2000). Создатель и руководитель уральской школы по теории сплайнов. Член объединённого учёного совета по математике УрО РАН.

## Биография
В 1959 году окончил математико-механический факультет Уральского университета по специальности «математика». С 1959 по 1961 г. учился в аспирантуре на кафедре теории функций УрГУ под руководством С. Б. Стечкина, с 1961 по 1964 г. работал ассистентом. С 1964 г. основное место работы Ю. Н. Субботина — Институт математики и механики УрО РАН. Возглавлял отдел теории приближения функций в этом институте.
В 1967 году защитил кандидатскую диссертацию «Оценки производных через соответствующие разности».
Начиная с 1967 года с небольшими перерывами работает на математико-механическом факультете УрГУ в должности ассистента, старшего преподавателя, доцента, профессора. Доктор физико-математических наук (1974), название диссертации «Экстремальная функциональная интерполяция и приближение сплайнами»), профессор (1991), член-корреспондент РАН (2000).
Ю. Н. Субботин — известный специалист по теории функций и вычислительной математике, один из создателей и руководителей уральской школы по теории сплайнов. Им получены глубокие результаты по сплайнам и их приложениям к задачам о поперечниках функциональных классов, о приближении классов функций классами более гладких функций, об экстремальной функциональной интерполяции и интерполяции в среднем, по теоретическим и прикладным аспектам метода конечных элементов. В последние годы Ю. Н. Субботин активно занимается исследованиями по теории базисов всплесков в различных функциональных пространствах. Им опубликовано около 85 научных работ, в том числе 2 книги (с соавторами) и более 25 научно-популярных статей.
На математико-механическом факультете читал общие и специальные курсы «Теория функций комплексного переменного», «Метод конечных и граничных элементов», «Математическое моделирование». Его лекции отличались высоким научным уровнем и новизной, выводят студентов на современный уровень математики. Он подготовил 11 кандидатов наук; один из его учеников защитил докторскую диссертацию.
Член объединенного ученого совета по математике УрО РАН.
Скончался 15 августа 2021 года, похоронен на Широкореченском кладбище Екатеринбурга.

## Сочинения
- Сплайны в вычислительной математике. — М., 1976 (в соавторстве с С. Б. Стечкиным);
- Численные методы приближения функций. — Свердловск, 1979 (в соавторстве с В. И. Бердышевым);
- Зависимость многомерной кусочно-полиномиальной аппроксимации от геометрических характеристик триангуляции // Тр. МИАН. 1989. Т.189;
- Базисы всплесков в пространствах аналитических функций // Тр. МИ РАН. 1997. Т.219 (в соавторстве с Н. И. Черныхом)